# Quercus conspersa
Quercus conspersa là một loài thực vật có hoa trong họ Cử. Loài này được Benth. miêu tả khoa học đầu tiên năm 1842.